# Inna Vlagyimirovna Makarova
Inna Vlagyimirovna Makarova (oroszul: Инна Владимировна Макарова; Tajga, 1928. július 28. – Moszkva, 2020. március 25.) szovjet-orosz színésznő.

## Pályája
Egy szibériai kisvárosban, Tajgában született. Születése után nem sokkal a család Novoszibirszkbe költözött, szülei a városi színházban találtak állást. Inna Makarova az iskolai színjátszókörbe járt, a háború idején társaival együtt kórházakban lépett fel. Amikor megtudta, hogy az Alma-Atába áttelepített moszkvai filmfőiskola felvételt hirdet, 1943-ban a városba utazott és sikeres felvételi vizsgát tett. Tanulmányait már Moszkvában kezdte el és a művészházaspár, Tamara Makarova és Szergej Geraszimov tanítványaként fejezte be 1948-ban. Ettől kezdve a moszkvai Filmművészek Színházához tartozott.
Első szerepét tanára filmjében kapta, Az ifjú gárda hős partizánlányának alakját keltette életre. A film – „nagyzoló, felfújt álheroizmusa” ellenére vagy talán épp annak is köszönhetően – hazájában nagy sikert lett, és több alkotóval együtt Inna Makarova is rögtön Sztálin díjat kapott. Legközelebb újra Geraszimov munkájában tűnt fel, majd harmadik filmszerepét Vszevolod Pudovkin falusi környezetben játszódó érzelmes filmdrámájában alakította (Visszatért szerelem, 1953). (Ez a film volt Pudovkin utolsó rendezése.)
Legismertebb alakításai Joszif Hejfic és egy ideig állandó alkotótársa, Alekszandr Zarhi rendezők nevéhez fűződnek. A nagy visszhangot kiváltott A Rumjancev ügyben először játszott együtt játszott Nyikolaj Krjucskovval és a főszereplő Alekszej Batalovval. Három évvel később Batalov partnereként, de ezúttal már főszerepben tűnt ki Hejfic Az én drága párom című munkájában, melyben egy geológusnő alakját formálja meg. A film többek között a szerelem, a család és a hivatás közötti választás nehézségeiről szól, és az 1930-as évektől a háború utáni időkig követi hősei sorsát.
Az Egymásra találtak (1957) igazi szocialista realista alkotás, színhelye egy kohászati kombinát építkezése. Makarova megkérgesedett munkásnőt alakít, aki látszólag ellenáll udvarlójának (partnere Nyikolaj Ribnyikov), ám közben legyőzi saját gyengeségeit, abbahagyja az ivást, „megváltozik”, végül férjhez megy szerelméhez. Az optimista hangvételű, egyszerű történetet a külső helyszínek és a szereplők hiteles játéka teszi életszerűvé.
Az 1960-as években gyakran hívták a legkülönbözőbb témájú produkciókhoz, játszott a Dosztojevszkij-regényből készített Bűn és bűnhődésben (1970, rendezte Lev Kulidzsanov). Később egyre ritkábban keresték szerepekkel; gyermekfilmekben, illetve sokrészes tv-sorozatokban tűnt fel. Ismert színésznővé és filmrendezővé érett lánya, Natalja Bondarcsuk több munkájában szerepelt, Puskin életének epizódjait feldolgozó filmjeiben is helyet kapott (1999, 2006).

## Magánélet
Az ifjú gárda forgatásán ismerkedett meg Szergej Bondarcsukkal, aki akkor tért vissza a frontról és a filmfőiskola harmadéves hallgatója volt. Miután 1950-ben megszületett lányuk, Natalja, a szülők összeházasodtak, házasságuk közel nyolc évig tartott. Inna Makarova később egy neves orvosprofesszor, kutatóintézeti igazgató felesége lett.

## Filmjei
- 1948 – Az ifjú gárda (Молодая гвардия) – (Alekszandr Fagyejev azonos című regénye alapján. R. Szergej Geraszimov)
- 1951 – A falusi orvos (Сельский врач) – (R. Szergej Geraszimov)
- 1953 – Visszatért szerelem (Возвращение Василия Бортникова) – (Galina Nyikolajeva Aratás című regényéből. R. Vszevolod Pudovkin)
- 1955 – Dimitrovgrádiak (Димитровградцы) – (Bolgár film)
- 1955 – A Rumjancev-ügy (Дело Румянцева) – (R. Joszif Hejfic)
- 1957 – Egymásra találtak / Magasság (Высота) – (R. Alekszandr Zarhi)
- 1958 – A mi tudósítónk (Наш корреспондент)
- 1958 – Az én drága párom (Дорогой мой человек) – (R. Joszif Hejfic)
- 1960 – A hídon nincs átkelés (Мост перейти нельзя)
- 1961 – Mai lányok (Девчата)
- 1961 – A Komarov testvérek (Братья Комаровы) – (Gyerekfilm)
- 1963 – Az ifjú férj (Молодожён) – (Rövid játékfilm)
- 1964 – A kórterem (Палата)
- 1964 – Az igazi érc (Большая руда) – (R. Vaszilij Ordinszkij)
- 1964 – Balzaminov házassága (Женитьба Бальзаминова) – (A. N. Osztrovszkij trilógiájának motívumaiból. R. Konsztantyin Voinov)
- 1965 – Nem törnek át (Они не пройдут)
- 1966 – Asszonyok (Женщины)
- 1966 – A kis szökevény (Маленький беглец)
- 1968 – Új lány a csapatban (Новенькая)
- 1968 – Irodalomóra (Урок литературы) –  (R. Alekszej Korenyev, Rjazanov korábbi asszisztense; producer: Eldar Rjazanov)
- 1970 – Bűn és bűnhődés (Преступление и наказание) – (R. Lev Kulidzsanov)
- 1970 – Tajmir hívja önt (Вас вызывает Таймыр) – (R. Alekszej Korenyev)
- 1970 – Ljubov Jarovaja (Любовь Яровая) – (Konsztantyin Andrejevics Trenyov színdarabjának filmváltozata. R. Vlagyimir Fetyin)
- 1971 – Orosz mező (Русское поле)
- 1973 – A javíthatatlan hazudozó (Неисправимый лгун)
- 1974 – Messze még az este (Ещё не вечер) – (R. Nyikolaj Rozancev)
- 1975 – Az északról jött menyasszony (Невеста с севера)
- 1975 – Posehoni régi világ (Пошехонская старина) –  (M. Je. Szaltikov-Scsedrin azonos című művének három novellája, 3 végzős filmfőiskolás vizsgafilmje)
- 1980 – Viszonzatlan szerelem (Безответная любовь) főszerep, 20. század eleji színésznőt alakít
- 1982 – Szakdolgozat (Контрольная по специальности) – (Belaruszfilm Stúdió)
- 1982 – Kályhások (Печники) – (Tv-film)
- 1982 – Élő szivárvány (Живая радуга)– (Gyermekfilm, Gorkij Filmstúdió. R. Natalja Bondarcsuk)
- 1984 – Holt lelkek (Мёртвые души) – (Ötrészes film. R. Mihail Svejcer)
- 1985 – Marica (Марица)
- 1985 – Bambi gyermekkora (Детство Бемби) – (Mesefilm, Gorkij Filmstúdió. R. Natalja Bondarcsuk)
- 1986 – Bambi ifjúsága (Юность Бемби)– (Mesefilm, Gorkij Filmstúdió. R. Natalja Bondarcsuk)
- 1986 – Lermontov (Лермонтов) – (Életrajzi film. R. Nyikolaj Burljajev)
- 1987 – Kölcsön esküvőre (Ссуда на брак)
- 1990 – A negyvenedik nap (Сороковой день)
- 1999 – Lelkem egyetlen szerelme (Одна любовь души моей) – (R. Natalja Bondarcsuk)
- 2006 – Puskin. Az utolsó párbaj (Пушкин. Последняя дуэль) – (R. Natalja Bondarcsuk)
- 2006 – A kapitány gyermekei (Капитанские дети) – (20 részes tv-sorozat, főszerep)
- 2007 – Sürgősen a szobába (Срочно в номер) – (24 részes tv-sorozat)